# For the Thrashers
Albums de Red Hot Chili Peppers
The Abbey Road E.P.
(1988) Mother's Milk
(1989)
For the Thrashers est un EP promotionnel des Red Hot Chili Peppers sorti en 1989 juste avant Mother's Milk.

## Liste des titres
| No | Titre                | Durée |
| -- | -------------------- | ----- |
| 1. | Stone Cold Bush      | 3:04  |
| 2. | Fire                 | 2:01  |
| 3. | Nobody Weird Like Me | 3:37  |
| 4. | Punk Rock Classic    | 1:47  |